# Paul Schockemöhle
Paul Schockemöhle, född 22 mars 1945 i Niedersachsen i Tyskland, är en ryttare som har tävlat i hästhoppning på internationell nivå. Han är bror till ryttaren Alwin Schockemöhle. Paul Schockemöhle vann silver med det tyska landslaget i OS i Montréal och gjorde om bedriften i 1984 års OS i Los Angeles. Idag är Paul Schockemöhle en erkänd tränare, entreprenör och uppfödare av sporthästar i toppklass.  

## Historia
Paul Schockemöhle föddes den 22 mars i Niedersachsen i Tyskland. Han fick sitt stora genombrott när han vann Tyska Mästerskapen 1974. Redan 1976 deltog han i OS i Montréal med det tyska landslaget där de vann en silvermedalj. Pauls karriär fortsatte med flera EM-guld, silvermedaljer och ytterligare ett OS-silver under OS i Los Angeles 1984. Under hela sin ryttarkarriär blev Paul Schockemöhle sexfaldig vinnare av tyska mästerskapen och vann ett flertal guld i EM.
1989 hamnade Paul Schockemöhle i blåsväder i samband med att han köpte stuteriet och godset Lewitz i Mecklenburg. Stuteriet hade alltid varit hemplats åt den tyska ponnyrasen Lewitzer, och köpet ledde indirekt till att denna hästras nästan försvann. Idag har dock ponnyn återuppfötts och Paul Schockemöhle har gjort sig ett erkänt namn inom hästuppfödning, då han föder upp varmblodshästar på hög nivå på stuteriet. Inom företaget ingår även transporter av hästar, träning och försäljning. 
Paul Schockemöhle blev mycket kontroversiell som tränare i början på 1990-talet då en film publicerades som visade att han använde barrering. Denna träningsmetod är numera strikt förbjuden. Paul Schockemöhle tränade bland annat de välkända hoppryttarna Ludger Beerbaum och Franke Sloothak inför olika olympiska evenemang och han tränade även Saudiarabiens landslag inför OS i Atlanta 1996 där Saudiarabien för första gången någonsin hade ryttare med i finalen. Paul Schockemöhle har även tränat Meredith Michaels-Beerbaum som legat etta på världsrankingen.

## Meriter

### Medaljer

#### Guld
- EM 1981 i München (lag)
- EM 1981 i München (individuell)
- EM 1983 i Hickstead (individuell)
- EM 1985 i Dinard (individuell)

#### Silver
- OS 1976 i Montréal (lag)
- VM 1982 i Dublin (lag)
- EM 1979 i Rotterdam (lag)
- EM 1979 i Rotterdam (individuell)

#### Brons
- OS 1984 i Los Angeles (lag)
- VM 1977 i Wien (lag)
- EM 1983 i Hickstead (lag)
- EM 1985 i Dinard (lag)

### Övriga meriter
- Trefaldig vinnare av Hickstead Derby (1982, 1985 och 1986)
- Sexfaldig vinnare av Tyska mästerskapen.
- Trefaldig vinnare av Stora Aachen-priset.